# مخارج عمومی
مخارج عمومی یا هزینه‌های عمومی عبارت است از هزینه‌هایی که دولت یک کشور برای تأمین نیازهای اجتماعی و خواسته‌هایی همچون حقوق بازنشستگی، زیرساخت‌ها و… انجام می‌دهد. تا قرن نوزدهم میلادی، هزینه‌های عمومی محدود بودند؛ زیرا فیلسوفان لسه فر عقیده داشتند پول در دستان بخش خصوصی می‌تواند بازده بیشتری داشته باشد. در قرن بیستم، جان مینارد کینز نقش هزینه‌های عمومی در تعیین سطوح درآمد و توزیع در اقتصاد را مطرح کرد. از آن زمان مخارج دولت روندی افزایشی داشته‌است.
در قرون هفده و هجده میلادی، مخارج عمومی به عنوان هدر رفت پول در نظر گرفته می‌شد. متفکران آن زمان باور داشتند وظایف دولت باید در محدوده کارکردهای سنتی خود یعنی هزینه کردن برای دفاع و حفظ نظم و قانون باقی بماند.

## نظریه‌های مخارج عمومی
تئوری‌های مالیات مختلفی در اقتصاد بخش عمومی وجود دارند. دولت‌ها در تمامی سطوح (ملی، منطقه ای و محلی) برای تأمین هزینه‌های بخش عمومی نیاز دارند از منابع مختلفی کسب درآمد کنند. جزئیات وضع مالیات با دو اصل تعیین می‌شود: چه کسی سود می‌برد و چه کسی می‌تواند پرداخت کند. هزینه‌های عمومی به معنای خرج کردن روی فعالیت‌های توسعه ای و غیر توسعه ای مانند ساخت و ساز جاده‌ها، سدها و سایر فعالیت‌ها است.

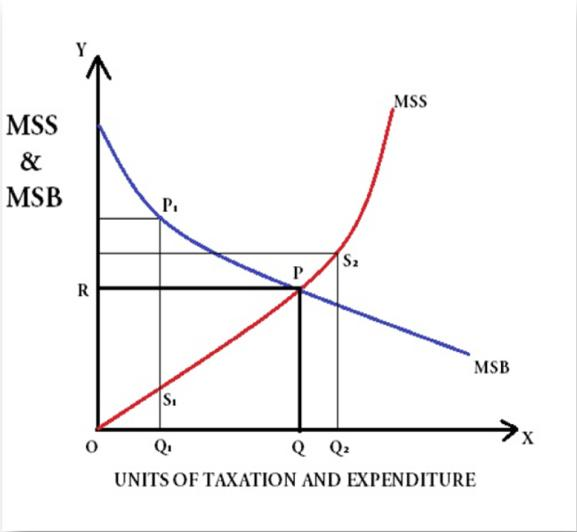
اصل حداکثر مزیت اجتماعی دالتون. نمودار نشانگر حداکثر نفع جمعی در نقطه "P" است.

### اصل حداکثر مزیت اجتماعی
مالیات (درآمد دولت) و مخارج دولت دو ابزار دولت هستند. مازاد هیچ‌یک برای جامعه خوب نیست؛ برای رسیدن به حداکثر مزیت اجتماعی آن‌ها باید در تعادل باشند. دالتون این اصل را «حداکثر مزیت اجتماعی» نامید و پیگو آن را «حداکثر رفاه جمع» خواند.
اصل حداکثر مزیت اجتماعی دالتون - حداکثر رضایت باید از طریق توازن بین درآمد عمومی و هزینه‌های دولت حاصل شود. رفاه اقتصادی هنگامی حاصل می‌شود که مطلوبیت نهایی ناشی از هزینه‌ها = عدم مطلوبیت نهایی حاصل از مالیات دادن. او این اصل را با استناد به دو مفهوم توضیح می‌دهد:
- حداکثر مزایای اجتماعی (MSB)
- حداکثر فداکاری اجتماعی (MSS)[۳]

این دو مفهوم توسط اقتصاددان سوئدی " اریک لیندال " در سال ۱۹۱۹ معرفی شد. طبق نظریه وی، تعیین مخارج عمومی و مالیات بر اساس ترجیحات عمومی انجام می‌شود که افراد خود آن‌ها را آشکار می‌کنند. هزینه تأمین کالا توسط مردم هزینه خواهد شد. مالیاتی که افراد پرداخت می‌کنند با توجه به ظرفیت‌های آنها توسط خودشان آشکار می‌شود.

## علل رشد مخارج عمومی
عوامل مختلفی وجود دارند که در طی زمان به افزایش چشمگیر هزینه‌های عمومی منجر شده‌اند:
1. مخارج دفاعی به علت نوسازی تجهیزات دفاعی توسط نیروی دریایی، ارتش و نیروی هوایی جهت آماده‌سازی کشور برای جنگ یا برای پیشگیری از علل-رشد-هزینه‌های عمومی.
2. رشد جمعیت - با افزایش جمعیت، نیاز است سرمایه‌گذاری بیشتری توسط دولت روی نظم و قانون، آموزش و پرورش، زیرساخت‌ها، و… انجام گیرد. سرمایه‌گذاری در زمینه‌های مختلف بسته به گروه‌های سنی مختلف مورد نیاز است.
3. فعالیت‌های رفاهی - کمک‌های مالی، وعده‌های غذایی میان روز، حقوق بازنشستگی و…

- ارائه خدمات عمومی - تهیه کالاهای عمومی اساسی توسط دولت (حفظ و نصب آنها) مانند حمل و نقل.
- تسریع در رشد اقتصادی - به منظور بالا بردن سطح زندگی مردم.
- افزایش قیمت‌ها - سطوح قیمت بالاتر، دولت را مجبور می‌کند مبلغ بیشتری برای خرید کالاها و خدمات هزینه کند.[۶]
- افزایش درآمد عمومی - با افزایش درآمدهای عمومی دولت موظف است هزینه‌های عمومی را هم افزایش دهد.
- تعهد بین‌المللی - حفظ تعهد اجتماعی-اقتصادی، تبادل فرهنگی و… (اینها هزینه‌های غیرمستقیم دولت هستند)

1. جنگ‌ها و بحران‌های اجتماعی - جنگ بین مردم و جوامع، خشکسالی طولانی یا بیکاری، زلزله، طوفان یا گردباد ممکن است منجر به افزایش مخارج عمومی یک کشور شود؛ چون دولت‌ها را برای برنامه‌ریزی مجدد و تخصیص منابع مالی بازسازی درگیر می‌کند.
2. ایجاد سازمانهای فوق ملی - به عنوان مثال: سازمان ملل متحد، ناتو، اتحادیه اروپا و سایر سازمان‌های چند ملیتی که مسئولیت ارائه کالاهای عمومی و خدمات را به صورت بین‌المللی بر عهده دارند. این سازمان‌ها باید از محل اعتبارات مشترک کشورهای عضو تأمین مالی شوند. از این طریق آن‌ها به هزینه‌های عمومی می‌افزایند.
3. کمک‌های خارجی - کمک کردن کشورهای صنعتی ثروتمندتر به کشورهای فقیر در حال توسعه هزینه‌های عمومی کشور اهداکننده را افزایش می‌دهد.
4. تورم - به معنای افزایش در سطح عمومی قیمت کالاها و خدمات است. تورم هزینه تمام فعالیت‌های بخش عمومی را افزایش داده و بر این اساس مخارج دولت رشد می‌کند.